# 2MASS J15150083+4847416
2MASS J15150083+4847416 ist ein Brauner Zwerg im Sternbild Bärenhüter. Er wurde 2003 von John C. Wilson et al. entdeckt.
Er gehört der Spektralklasse L0 an. Seine Position verschiebt sich aufgrund seiner Eigenbewegung jährlich um 1,75 Bogensekunden. 